# King River (Western Australia)
King River ist ein kleiner Ort im australischen Bundesstaat Western Australia. Er wird von Albany verwaltet und liegt etwa acht Kilometer nördlich von Albany. Perth liegt etwa 400 Kilometer entfernt. Der Ort liegt im traditionellen Siedlungsgebiet des Aborigines-Stammes der Mineng.

## Geografie
Westlich des Ortes liegt Willyung, nordwestlich Millbrook, nördlich Napier, östlich Kalgan und Lower King, und südlich Bayonet Head und Walmsley.
King River liegt küstennah, jedoch nicht direkt an der Küste. Der gleichnamige Fluss fließt durch den Ort und mündet in ein Ästuar. Das Ästuar geht in den Oyster Harbour über.

## Ort
Im Ort befindet sich eine Wohnwagensiedlung und eine Taverne.
Durch King River führt die Bon Accord Road. Partiell wird neben dieser Straße unbebautes liegendes Land durch die Bon Accord Road Nature Reserve geschützt, was lediglich eine landwirtschaftliche Nutzung mit Einschränkungen ermöglicht.

## Bevölkerung
Im Ort King River zählte man im Jahr 2016 269 Menschen, davon waren 50,6 % männlich und 49,4 % weiblich. Darunter sind 4,7 % (13 Personen) Aborigines oder Torres Strait Islanders.
Das durchschnittliche Alter in King River liegt bei 43 Jahren, fünf Jahre mehr als der australische Durchschnitt von 38 Jahren.